# Gaetano Bresci
Gaetano Bresci, né le 10 novembre 1869 à Coiano di Prato et mort le 22 mai 1901 au pénitencier de Santo Stefano en Italie, est un militant anarchiste italien, auteur de l'assassinat du roi d'Italie Humbert Ier.

## Biographie
Gaetano Bresci naît le 10 novembre 1869 à Coiano di Prato en Toscane dans une famille paysanne. Il rentre très jeune dans l’industrie textile en travaillant dans une filature. Il commence alors à fréquenter les milieux anarchistes de Prato. Il est une première fois condamné à 15 jours de prison pour « outrage et refus d'obéissance à la force publique », ce qui lui vaudra d’être fiché comme anarchiste dangereux et d’être réincarcéré en 1895 sur l’île de Lampedusa à la suite des lois Crispi. Amnistié fin 1896, il n’arrive pas à retrouver du travail et décide d’émigrer aux États-Unis.
Arrivé à New York le 29 janvier 1898, il se rend à Paterson dans le New Jersey, où il travaille dans l’industrie textile. Là, il retrouve une forte communauté anarchiste parmi les milieux d'immigrants.
En 1898, face aux émeutes contre la hausse des prix, le général Bava-Beccaris fait tirer au canon sur la foule à Milan et engage une sanglante répression. Bava-Beccaris est ensuite décoré par le roi d’Italie Humbert Ier. Gaetano Bresci décide de venger les émeutiers et les victimes de cette répression en tuant le roi.
Il retourne donc en Italie et le 29 juillet 1900, lors d’une visite d'Humbert Ier à Monza, il l’abat de trois coups de revolver.
Il est arrêté et jugé le 29 août à Milan. Défendu par l’avocat Francesco Saverio Merlino, il est condamné à une peine à vie de travaux forcés au pénitencier de Santo Stefano. Il devient ainsi le premier régicide européen à ne pas être condamné à la peine de mort, celle-ci ayant été abolie en Italie en 1889. On le retrouve pendu dans sa cellule le 22 mai 1901.